# Dienstgemeinschaft
Die Begriffe Dienstgemeinschaft und Betriebsgemeinschaft waren in Verbindung mit der Volksgemeinschaft propagandistische Leitbegriffe des Nationalsozialismus. Die kirchliche  Dienstgemeinschaft ist ein zentraler Begriff des Arbeitsrechtes in den Kirchen und ihren Wohlfahrtsverbänden Caritas und Diakonie in Deutschland.

## Dienstgemeinschaft im Nationalsozialismus
Rechtlich waren die Betriebsgemeinschaft im Gesetz zur Ordnung der nationalen Arbeit vom 20. Januar 1934 und die Dienstgemeinschaft im Gesetz zur Ordnung der Arbeit in Öffentlichen Verwaltungen und Betrieben vom 23. März 1934 kodifiziert. Mit dem Konstrukt der Dienstgemeinschaft wurde das Führerprinzip und die Ausschaltung unabhängiger gewerkschaftlicher Interessenvertretung auf die öffentliche Verwaltung übertragen.
§ 2 des Gesetzes vom 23. März 1934 lautete:

„Der Führer einer öffentlichen Verwaltung oder eines öffentlichen Betriebes entscheidet gegenüber den in ihnen beschäftigten Arbeitern und Angestellten als der Gefolgschaft in allen Angelegenheiten .... Der Führer sorgt für das Wohl der Beschäftigten. Diese haben ihm die in der Dienstgemeinschaft begründete Treue zu halten und eingedenk ihrer Stellung im öffentlichen Dienst in ihrer Diensterfüllung allen Volksgenossen Vorbild zu sein.“

Die Bedeutung der Dienstgemeinschaft wurde in der Allgemeinen Tarifordnung für Gefolgschaftsmitglieder im öffentlichen Dienst (ATO) und in den darauf aufbauenden Tarifordnungen A (für Angestellte) und B (für Arbeiter) in den Präambeln herausgestellt:

„Im öffentlichen Dienst wirken zum gemeinen Nutzen von Volk und Staat alle Schaffenden zusammen. Die ihnen gestellte hohe Aufgabe erfordert eine Dienstgemeinschaft im Sinne der nationalsozialistischen Weltanschauung, vorbildliche Erfüllung der Dienstpflichten und ein ihrer öffentlichen Stellung angemessenes Verhalten in und außer dem Dienst.“

## Übernahme des Begriffes in den Kirchen ab 1936
Ab 1936 wurde in den Kirchen und ihren Wohlfahrtsverbänden  Caritas und Innere Mission, dem Vorläufer der Diakonie, auf die Dienstgemeinschaft des Gesetzes von 1934 verwiesen. In der Tarifordnung für die dem Deutschen Caritasverband angeschlossenen Anstalten der Gesundheitsfürsorge vom 1. Juli 1936 und in der entsprechenden Ordnung für die Einrichtungen der Gesundheitspflege der Inneren Mission vom 1. Januar 1937 heißt es in § 1: "Betriebsleitung und Gefolgschaft bilden eine Dienstgemeinschaft im Sinne des §2 des Gesetzes zur Ordnung der Arbeit in öffentlichen Verwaltungen und Betrieben vom 23. März 1934." Ab 1938 wurden durch Beschluss der Kirchenkanzlei der DEK die Tarifordnungen A und B auf die Angestellten und Arbeiter der evangelischen Kirchen angewendet.

## Verwendung nach 1945
Mit den Kontrollratsgesetzen Nr. 40 vom 30. November 1946 und Nr. 56 vom 30. Juni 1947 wurden die nationalsozialistischen Arbeitsordnungsgesetze beseitigt. Die darauf beruhenden Tarifordnungen im öffentlichen Dienst blieben zunächst in Kraft. An ihre Stelle sollten Tarifverträge treten. Die Verhandlungen zogen sich 14 Jahre lang hin. Erst am 1. April 1961 wurden die nationalsozialistischen Tarifordnungen durch den Bundes-Angestelltentarifvertrag (BAT) abgelöst.
Im Caritasverband und der Inneren Mission traten nach 1949 an die Stelle der Tarifordnungen Richtlinien für Arbeitsverträge. In den Richtlinien für Arbeitsverträge in Anstalten der Erziehungs- und Wirtschaftsfürsorge des Deutschen Caritasverbandes von 1950 hieß es zur Dienstgemeinschaft in §1:

„Die Caritas ist eine Lebensäußerung der Katholischen Kirche. Alle in ihr tätigen Mitarbeiter dienen dem gemeinsamen Werk christlicher Nächstenliebe. Sie bilden ohne Rücksicht auf ihre arbeitsrechtliche Stellung eine Dienstgemeinschaft. Für die Regelung des sich aus der Dienstgemeinschaft ergebenden besonderen Verhältnisses zwischen Dienstgeber und Mitarbeiter gelten diese Richtlinien.“

Eine entsprechend lautende Formulierung wurde ab 1951 vom Central-Ausschuss der Inneren Mission für die dort geltenden Richtlinien für Arbeitsverträge aufgenommen:

„Die innere Mission ist eine Lebens- und Wesensäußerung der Evangelischen Kirche. Alle in ihr tätigen Mitarbeiter dienen dem gemeinsamen Werk christlicher Nächstenliebe. Sie bilden ohne Rücksicht auf ihre arbeitsrechtliche Stellung eine Dienstgemeinschaft.“

## Kirchliche Dienstgemeinschaft
Ab den 1950er Jahren wurde die Dienstgemeinschaft in der katholischen und den evangelischen Kirchen ein zentraler Begriff des kirchlichen Arbeitsrechtes in Deutschland. Die Standardkompendien und -lexika der katholischen und evangelischen Theologie und Religionswissenschaften Lexikon für Theologie und Kirche (LThK), Evangelisches Kirchenlexikon (EKL), Theologische Realenzyklopädie (TRE) weisen die Dienstgemeinschaft als Bestandteil der kirchlichen Arbeitgeber-/Arbeitnehmerbeziehungen in den Ausgaben ab 1950 aus. Die Verwendung des Begriffs ist auf diesen Zusammenhang begrenzt. In den Ausgaben davor ist der Begriff nicht repräsentiert. Das Standardwerk der evangelischen Sozialethik, Evangelisches Soziallexikon behandelt den Begriff in den Ausgaben vor 2016 nicht. Eine selbständige kirchliche Verwendungstradition vor 1933 ist nicht dokumentiert.
Als Ausgangspunkt gilt der Text von Werner Kalisch: "Grund- und Einzelfragen des kirchlichen Dienstrechts" von 1952 in dem Kalisch auf die Richtlinien für Arbeitsverträge der Inneren Mission von 1950 Bezug nimmt. Kalisch war Mitarbeiter des Kirchenrechtlichen Instituts der EKD in Göttingen, das nach 1945 mit der Aufgabe gegründet worden war, "die Vereinbarkeit des während der nationalsozialistischen Zeit erlassenen Kirchenrechts mit Schrift und Bekenntnis zu überprüfen ... und die einzelnen Landeskirchen durch Erstattung von Rechtsgutachten in kirchen- und staatskirchenrechtlichen Fragen zu beraten." Kalisch hatte 1940 in seiner Dissertation in der innerkirchlichen Kontroverse über die Ableistung des "Führereides" durch die evangelischen Pfarrer als kirchenrechtliche Dienstverpflichtung zugunsten der Position der eng am NS orientierten Strömung Deutsche Christen Stellung bezogen. Die Verbindung der Dienstgemeinschaft mit der nationalsozialistischen Arbeitsordnung bis 1945 wird nicht thematisiert und bleibt auch in der Folgezeit ausgeblendet.

### Begriffliche Verwendung
Der Begriff wird in beiden Konfessionen ähnlich verwendet. In der für die katholische Kirche geltenden Rahmenordnung für eine Mitarbeitervertretungsordnung heißt es:

„Grundlage und Ausgangspunkt für den kirchlichen Dienst ist die Sendung der Kirche. ... Als Maßstab für ihre Tätigkeit ist sie Dienstgebern und Mitarbeiterinnen und Mitarbeitern vorgegeben, die als Dienstgemeinschaft den Auftrag der Einrichtung erfüllen und so an der Sendung der Kirche mitwirken.“

  Im Mitarbeitervertretungsgesetz der EKD heißt es:

„Kirchlicher Dienst ist durch den Auftrag bestimmt, das Evangelium in Wort und Tat zu verkündigen.  ... Die gemeinsame Verantwortung für den Dienst der Kirche und ihrer Diakonie verbindet Dienststellenleitungen und Mitarbeiter wie Mitarbeiterinnen zu einer Dienstgemeinschaft und verpflichtet sie zu vertrauensvoller Zusammenarbeit.“

Die Dienstgemeinschaft wird in der von der Deutschen Bischofskonferenz beschlossenen Grundordnung des kirchlichen Dienstes als "Strukturprinzip des kirchlichen Arbeitsrechts" bezeichnet, aus dem heraus "kirchliche Dienstgeber keine Tarifverträge mit Gewerkschaften ab(schließen). Streik und Aussperrung scheiden ebenfalls aus." Die Synode der EKD hat im Jahr 2013 mit Bezug auf die "Dienstgemeinschaft, die auch in der Gestaltung der verbindlichen Verfahren zur Regelung der Arbeitsbedingungen ihren Ausdruck findet" den Abschluss "kirchengemäßer Tarifverträge" befürwortet mit der Maßgabe einer "uneingeschränkten Friedenspflicht".

### Theologische Legitimität
Hinsichtlich des Meinungsstandes zur kirchlichen Dienstgemeinschaft in der akademischen Theologie kommt Hirschfeld 1999 zu dem Befund: "Die Dienstgemeinschaft als Rechtsbegriff sieht sich ... doppelt in Frage gestellt: zum einen durch einen immer noch nicht erzielten Konsens über ihren Begriffsinhalt, zum anderen durch den nicht eingelösten Anspruch auf theologische Legitimität." Hartmut Kreß stellt 2014 fest, dass "zum Begriff 'Dienstgemeinschaft sowohl eine gefestigte theologische Interpretations- und Auslegungstradition als auch eine kohärente, konsistente Theoriebildung fehlen." Dass der Begriff der kirchlichen Dienstgemeinschaft auf keiner eigenständigen kirchlich-theologischen Tradition gründet und eine "belastete Herkunft" hat, wurde 2012 von Martin Hein, Bischof der Evangelischen Kirche von Kurhessen-Waldeck und von Franz-Josef Overbeck, Bischof der Diözese Essen, eingeräumt. Auch die Ableitung arbeitsrechtlicher Inhalte aus dem Leitbild der Dienstgemeinschaft steht in der Kritik. Judith Hahn stellt diesbezüglich fest: „Dass Kirchlichkeit und Katholizität davon abhängen sollen, dass kirchliche Beschäftigte nach Scheidung nicht wiederheiraten, hat doch nie ernsthaft überzeugt.“
Im Jahr 2017 verabschiedete die Landessynode der Evangelischen Kirche von Westfalen den Bericht "Das Pfarramt in der Dienstgemeinschaft unserer Kirche" als Rahmen für die weitere Gestaltung des Pfarrdienstes. Der Bericht votiert für die "Beibehaltung und Interpretation des Begriffs 'Dienstgemeinschaft'". Der Begriff habe "das Potenzial gewonnen, Parteilichkeit für die Schwachen, Gleichheit vor Gott und Verschiedenheit in den Aufgaben und Verantwortlichkeiten differenziert zu verbinden."
Im Mai 2020 forderten dagegen die Sozial- und Industriepfarrer Wolfgang Belitz, Hans-Udo Schneider, Walter Wendt-Kleinberg und Jürgen Klute die Kirchenleitung öffentlich auf, sich "von dem  aus dem nationalsozialistischen Arbeitsrecht übernommenen Konzept der Dienstgemeinschaft loszusagen." Der Begriff werde weiterhin "gegen die Rechte der Beschäftigten, ihrer Gewerkschaften und Verbände ins Feld geführt" und nütze "allein Arbeitgebern und Gesetzgebern des kirchlichen Establishments." Die evangelische Zeitschrift zeitzeichen publizierte hierzu im August 2020 die Kontroverse "Aus für den Begriff Dienstgemeinschaft?"  zwischen den Theologen Jürgen Klute und Dieter Beese.